# Protexarnis vadosa
Protexarnis vadosa är en fjärilsart som beskrevs av Corti 1933. Protexarnis vadosa ingår i släktet Protexarnis och familjen nattflyn. Inga underarter finns listade i Catalogue of Life.